# Чинар
Вижте пояснителната страница за други значения на Чинар.
Чина̀р, още платан или яблан (на латински: Platanus), е род покритосеменни растения – широколистни дървета от семейство Чинарови (Platanaceae). Включва около 10 вида големи дървета, достигащи до 30 – 50 m височина. Един вид (Platanus kerrii) е вечнозелен, останалите сменят листата си. В природата се срещат главно край бреговете на реки и в други влажни местности, но е възможно да бъдат отглеждани и на по-сухи места.

## Биология
Цветовете са редуцирани и събрани в топчести съцветия с 3 – 7 чашелистчета в основата и 3 – 7 венчелистчета. Броят на цветовете в съцветията е показателен за вида (вижте таблицата по-долу). Мъжките цветове имат 3 – 8 тичинки, а женските – 3 – 7 пистила. Мъжките и женските цветове са отделни, но се намират на едно и също растение. Опрашването се извършва от вятъра.
След опрашването мъжките цветове падат на земята, а женските остават на дървото и се превръщат в плодосемки, струпани в кълбовидно образувание. Топчето е с диаметър 2,5 – 4 cm и има ядро с диаметър около 1 cm. То съдържа няколкостотин плодосемки, които имат конична форма и съдържат по едно семе.
Възрастната кора на чинарите се бели лесно на парчета с неправилна форма, което придава на дърветата пъстър, люспест вид. Ако кората е много стара, тя не се бели, а се напуква. Чинарите са сред най-дълголетните растения.

## Разпространение
Родът включва около десет широколистни и вечнозелени видове в Северното полукълбо – около Средиземно море, в Северна Америка, в Централна и Мала Азия, както и в Югозападна и Централна Европа.
Чинари растат и по Черноморското крайбрежие на Кавказ - в Русия, Грузия, Армения и Азербайджан , на полуостров Крим и в Украйна. В Стария свят, в естествени условия, растат само два вида "плоско дърво" – Platanus orientalis (Platanus orientalis) и Platanus kerrii. Естественото местообитание на Източния чинар е на Балканите (Албания, Гърция, включително - на островите Кипър и Крит, както и по островите на Егейско море). Разпространен е и на източния бряг на Средиземно море (Сирия, Ливан и Израел), както и в част от териториите на Иран и Афганистан.
Естественото местообитание на Platanus kerrii е Индокитай (Виетнам, Лаос).
В Северна Америка расте Platanus racemosa (Калифорния) и Platanus wrightii, Platanus Mexicana, Platanus lindeniana (Мексико), както и Западен чинар (САЩ). 

### Разпространение по видове
Родът се разделя на два подрода – Castaneophyllum включва само вида P. kerrii, а Platanus – всички останали видове.
| Вид                                                                                       | Название на български        | Произход / Естествено разпространение      | Съцветия на дръжка | Подрод          |
| ----------------------------------------------------------------------------------------- | ---------------------------- | ------------------------------------------ | ------------------ | --------------- |
| Platanus × acerifolia (P. occidentalis × P. orientalis; още P. × hispanica, P. × hybrida) | Хибриден (яворолистен) чинар | Култивиран                                 | 1 – 3 (2)          | Platanus        |
| Platanus chiapensis                                                                       | Чиапаски платан              | Югоизточно Мексико                         | ?                  | Platanus        |
| Platanus gentryi                                                                          | Платан на Джентри            | Западно Мексико                            | ?                  | Platanus        |
| Platanus kerrii                                                                           | Платан на Кер                | Лаос, Виетнам                              | 10 – 12            | Castaneophyllum |
| Platanus mexicana                                                                         | Мексикански чинар            | Североизточно и Централно Мексико          | 2 – 4              | Platanus        |
| Platanus oaxacana                                                                         | Оаксакски платан             | Южно Мексико                               | ?                  | Platanus        |
| Platanus occidentalis                                                                     | Западен чинар                | Източната част на Северна Америка          | 1 – 2              | Platanus        |
| Platanus orientalis                                                                       | Източен чинар                | Югоизточна Европа, Югозападна Азия         | 3 – 6              | Platanus        |
| Platanus racemosa                                                                         | Калифорнийски чинар          | Калифорния                                 | 3 – 7              | Platanus        |
| Platanus rzedowskii                                                                       | Платан на Рзедовски          | Източно Мексико                            | ?                  | Platanus        |
| Platanus wrightii                                                                         | Аризонски чинар              | Аризона, Ню Мексико, Северозападно Мексико | 2 – 4              | Platanus        |

## Други
На чинарите е наречена улица в квартал „Бъкстон“ в София (Карта).

## Галерия
- Източен чинар – листа и съплодия
- Западен чинар – илюстрация
- Хибриден чинар – листа
- Калифорнийски чинар – лист
- Аризонски чинар